# کارل لاگرفلد
کارل اتو لاگرفلد، (آلمانی: Karl Otto Lagerfeld،‏ ۱۰ سپتامبر ۱۹۳۳ – ۱۹ فوریه ۲۰۱۹) طراح مد، هنرمند، کاریکاتوریست و عکاس آلمانی بود که در پاریس زندگی و کار می‌کرد.
کارل لاگرفلد در سن ۱۴ سالگی به پاریس مهاجرت کرد و به یکی از مشهورترین طراحان لباس در قرن حاضر بدل شد. وی مدیر اجرایی بخش طراحی لباس شنل بود. شنل یکی از معروفترین مارک‌های پوشاک گران‌قیمت در جهان است.
او به مناسبت ۲۵۰امین سالگرد تاسیس شرکت فابرکاستل جعبه‌ای مشهور به "کارل باکس" طراحی کرد که تمامی لوازم مورد نیاز یک طراح در آن گنجانده شده.
از این باکس به صورت محدود فقط ۲۵۰۰ عدد تولید شده که هرکدام دارای شناسنامه هستند و قیمت آن بین ۲۵۰۰ تا ۲۸۰۰ یورو می‌باشد.

## درگذشت
کارل لاگرفلد، روز سه‌شنبه ۱۹ فوریه ۲۰۱۹ پس از مدت‌ها بیماری، در سن ۸۵ سالگی، در خانه خود در نوی-سور-سن درگذشت.
او وصیت کرد تا تمامی ثروتش به گربه‌اش برسد.